# Брейдлерія
Брейдлерія (Breidleria) — рід мохів родини Hypnaceae.
Рід був вперше описаний Рід був описаний Леопольдом Лоеске в Stud. Morph. Laubm. на сторінці 172 у 1910 році.
Види цього роду зустрічаються в Євразії та Північній Америці.
Види:
- Breidleria pratensis (W.D.J.Koch ex Spruce) Loeske[1]

Назва роду Breidleria — на честь Йоганна Брейдлера (1828-1913), австрійського архітектора та ботаніка (вивчав бріологію та макологію) з Леобена.